# Hoffeld (Gemeinde Aspangberg-St. Peter)
Hoffeld ist ein Ortsteil der Gemeinde Aspangberg-St. Peter in Niederösterreich.
Die Siedlung Hoffeld schließt westlich direkt an Aspang-Markt an.

## Öffentliche Einrichtungen
In Hoffeld befindet sich ein Kindergarten.